# Dobre (Powiat Miński)
Dobre ist eine Stadt sowie Sitz der gleichnamigen Stadt-und-Land-Gemeinde im Powiat Miński der Woiwodschaft Masowien, Polen. Sie erhielt zum 1. Januar 2024 ihr 1852 entzogenes Stadtrecht zurück.

## Gemeinde
Zur Stadt-und-Land-Gemeinde (gmina miejsko-wiejska) Dobre gehören folgende 42 Ortschaften mit einem Schulzenamt (sołectwo):
Adamów
Antonina
Brzozowica
Czarnocin
Czarnogłów
Dobre I
Dobre II
Dobre III
Duchów
Drop
Gęsianka
Grabniak
Głęboczyca
Jaczewek
Joanin
Kąty-Borucza
Kobylanka
Makówiec Mały
Makówiec Duży
Marcelin
Mlęcin
Modecin
Nowa Wieś
Osęczyzna
Poręby Nowe
Poręby Stare
Pokrzywnik
Radoszyna
Rakówiec
Rąbierz-Kolonia
Ruda-Pniewnik
Rudno
Rudzienko
Rynia
Sąchocin
Sołki
Świdrów
Walentów
Wólka Czarnogłowska
Wólka Kokosia
Wólka Mlęcka
Wólka Kobylańska
Weitere Orte der Gemeinde ohne Schulzenamt sind Duchów und Zdrojówki.